# Саванная овсянка
Саванная овсянка (лат. Passerculus sandwichensis) — вид певчих воробьиных птиц из семейства Passerellidae, единственный в роде Passerculus.

## Описание
Крыло длиной 62—83 мм. Масса 16—26 г. Окраска верхней стороны тела у взрослых самцов и самок серо-бурая либо орехово-бурая, с черноватыми или с бурыми пятнами и пестринами. По бокам темени пятна и пестрины сливаются между собой в продольные полосы чёрного цвета, а посередине остаётся светлая полоса. На спине пятна особенно широкие и темно окрашенные, на надхвостье — уже. Крылья бурого окраса, с каёмками. Средние кроющие перья с белёсыми концами, которые образуют поперечную полосу на крыле. Большие кроющие и внутренние второстепенные маховые перья имеют широкие жёлто-ржавые каёмки. Остальные маховые и рулевые перья бурого цвета, с узкими желтоватыми кантами. Щеки сероватые или буроватые, с пестринами. Надбровная полоска белого или лимонно-жёлтого цвета, гораздо более яркая в своей передней части.
Нижняя сторона тела белого окраса, со слабым налётом соломенного цвета на груди и боках. Горло белого цвета, с двумя темными полосками по бокам. На груди и боках тела имеются бурые или чёрно-бурые продольные пестрины. Клюв сверху и на конце тёмно-рогового цвета, в основании — желтовато-телесного. Ноги желтовато-телесного цвета. Радужина коричневая.
Оперение птенцов похоже на взрослых, но имеет желтоватый налёт на верхней стороне тела, груди и боках. Пестрины и пятна крупнее.

## Ареал
Вид распространён практически по всей территории Северной Америки. Известен единственный случай залёта на Чукотский полуостров.
Обитатель открытых и влажных пространств. Птицы селятся на влажных лугах, полях, тундрах и дюнах, солончаках, обычно поблизости от водоёмов.

## Биология
На севере ареала — перелётный вид, на юге — оседлый. Весенний пролёт обычно в апреле и мае. На Аляску птицы прилетают в середине мая и позже. На пролёте держится по зарослым сорняков на полях, огородах и в садах.
На деревья птицы садятся редко. По земле ходят покачивая головой, как голубь. Бегает в траве подобно мыши, пригибая при этом голову вровень со своей спиной. Неожиданно взлетев из травы, летит низко, обычно зигзагами и волнообразно. Питается насекомыми и семенами.
Песня самца немузыкальная, напоминает собой звуки, издаваемые насекомыми. Токующий самец обычно садится на вершину куста, возвышении или просто на земле и при этом «дрожит», приподняв крылья.
В постройке гнезда, насиживании и кормлении птенцов участвуют самец и самка. Гнездо размещается на земле, в углублении под прикрытием кочек, обычно хорошо скрыто. Само гнездо объемистое, строится из сухих стеблей и травы, выстилается внутри тонкими травинками и стебельками, корешками, иногда волосом. В кладке обычно 3—6 яиц, на севере ареала — обычно 6 яиц. Яйца беловатые, сероватые, в большинстве случаев зеленовато-голубые, с коричневыми пятнышками. За лето преимущественно бывает две кладки: в июне и в июле. Насиживание длится 12 дней. Птенцы остаются в гнезде до 14 дней.
Линька молодых птиц происходит в июле, взрослых птиц — в августе. Осенние миграции начинаются в сентябре. Одиночные птицы в южной Аляске задерживаются до октября.
|  |  |